# Mercator K55K

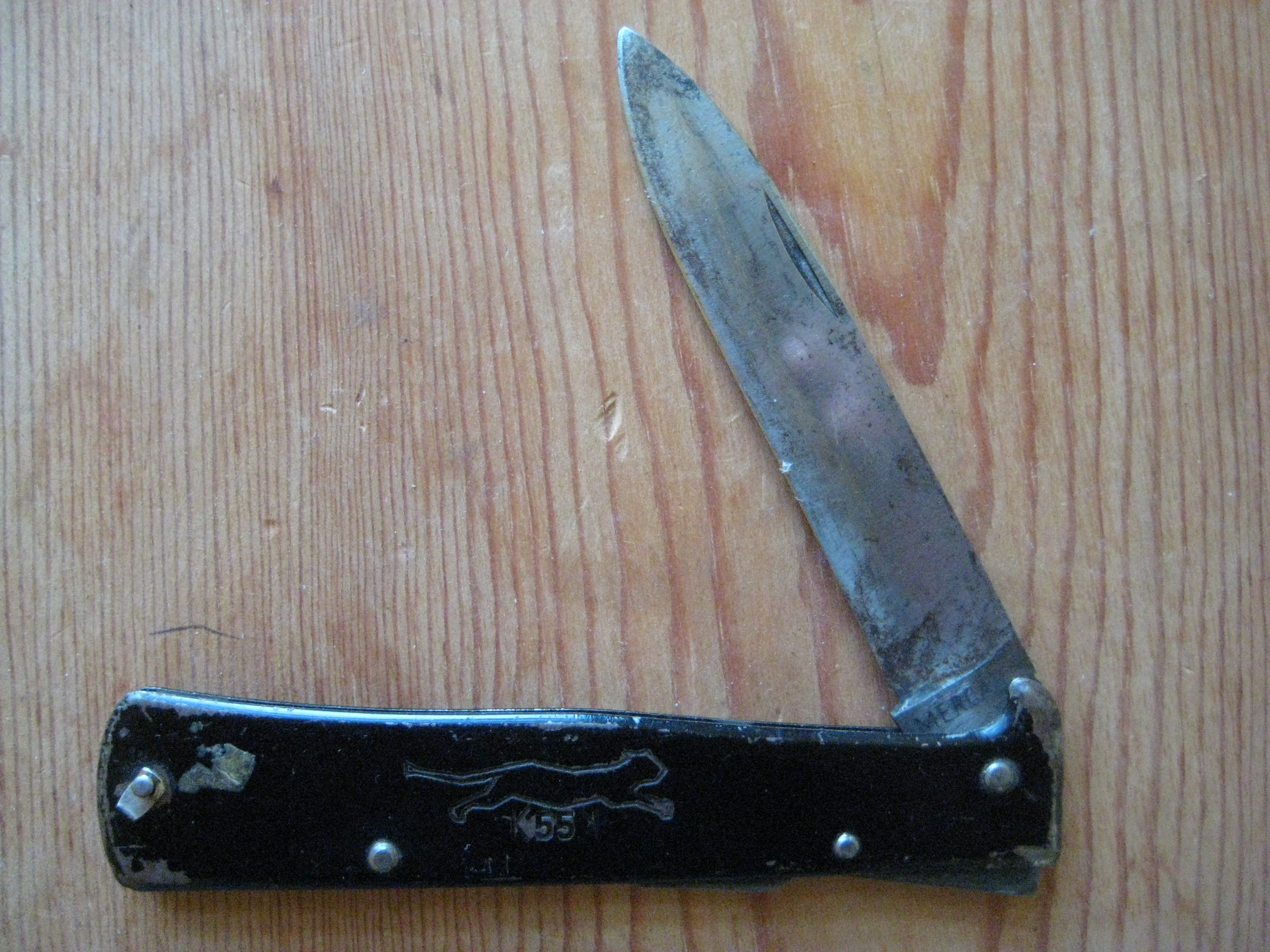
Mercator K55K.

Le Mercator K55K est un couteau de poche produit en Allemagne depuis 1867 environ. Les couteaux Mercator étaient principalement fabriqués par Hy. Kauffmann, de 1856 à 1995. Il est toujours produit en Allemagne par Mercator qui est devenue une division de Otter-Messer.

## Constitution
Le Mercator K55K est de construction très simple: La poignée est constituée d'une pièce de tôle pliée, généralement peinte en noir, gravée du contour d'un chat bondissant et de la légende "K55K", le deuxième "K" étant écrit à l'envers. La lame a une entaille  par laquelle elle peut être saisie pour l'ouvrir, et elle se verrouille en position ouverte , après quoi elle ne peut être fermée qu'en appuyant sur un levier au dos du couteau. À partir de 2013, le couteau peut être acheté avec une lame en acier inoxydable ou en acier au carbone.
La construction du Mercator est similaire à celle du couteau français Douk-douk, pour ce qui est de la simplicité du manche en acier plié. Cependant, le Douk-douk est un couteau sans cran d'arrêt, tandis que le K55K comporte un blocage de lame et a une géométrie de lame différente.
La désignation "K55K" avec le deuxième K inversé est un code pour le fabricant d'origine à Solingen désignant le modèle de couteau. Il signifie, selon le site Web du fabricant actuel : "K" pour "Kaufmann" (le nom du producteur d'origine), "55" pour "Hochstraße 55" (l'adresse de  l'entreprise à Solingen, en Allemagne), et le deuxième "K" inversé (pour "Katze" qui se traduit par "chat" - l'emblème principal du couteau).

## Histoire
Ce couteau a gagné en popularité aux États-Unis après la Seconde Guerre mondiale, alors que les militaires rapportaient des couteaux Mercator d'Allemagne. Bien que certains pensent que le Mercator K55K a été distribué aux soldats allemands, il n'en existe aucune preuve. Cependant, il est probable que de nombreux soldats allemands aient acheté ces couteaux pour leur propre usage.
Le couteau Mercator a également trouvé une certaine popularité auprès des jeunes délinquants, au milieu des années 1960, le « K55K » ou « K55 » a été décrit comme « l'arme préférée des adolescents du "South Bronx" ».